# Hiroki Endo
Hiroki Endo (japonès: 遠藤浩輝)  (Akita, 3 de novembre de 1970) és un mangaka japonès. Graduat en la Universitat d'Art Musashino. És conegut per la seua sèrie de ciència-ficció Eden: It's an Endless World, publicat el 1997 a la revista Afternoon.

## Treballs manga
- Eden: It's an Endless World![2]
- Hiroki Endo's Tanpenshu
  - "The Crows, the Girl and the Yakuza"
  - "Because You're Definitely a Cute Girl"
  - "For Those of Us Who Don't Believe in God"
  - "Hang"
  - "High School Girl 2000"
  - "Platform"
  - "Boys Don't Cry"
- All Rounder Meguru